# Wilschdorf (Dürrröhrsdorf-Dittersbach)
Wilschdorf ist ein Ortsteil der Gemeinde Dürrröhrsdorf-Dittersbach. Die Eingemeindung erfolgte am 1. Januar 1999, nachdem seit 1996 bereits eine Verwaltungsgemeinschaft mit Dürrröhrsdorf-Dittersbach bestanden hatte.

## Geografie

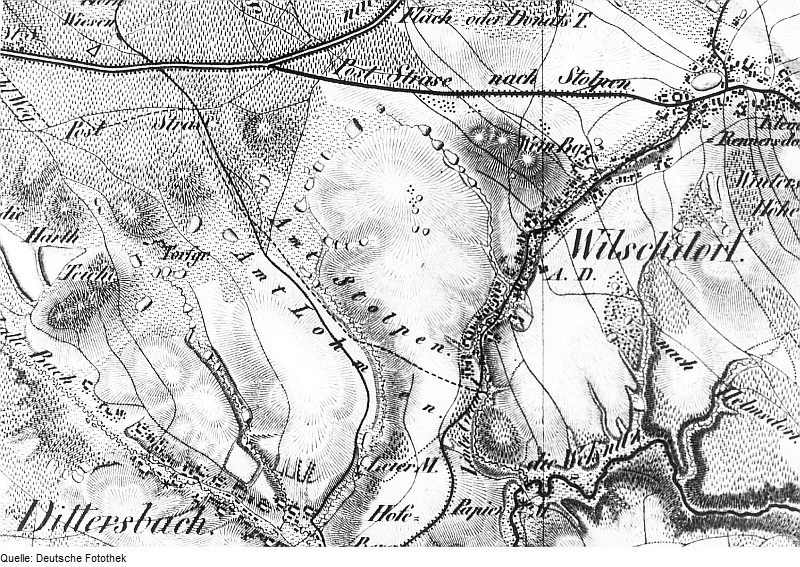
Wilschdorf auf einer Karte aus dem 19. Jahrhundert

Das aus einem Unter- und einem Oberdorf bestehende Waldhufendorf liegt südlich des Karswaldes in einer Talsenke eines kleinen Nebenbaches der Wesenitz. Die höchsten Erhebungen sind der Wilschdorfer Weinberg (285 m) und Winters Höhe (297 m).

## Geschichte
Wilschdorf wurde 1351 im Lehnbuch Friedrich des Strengen als Wilczdorf erstmals urkundlich erwähnt. Damals war Otto Karras auf Dittersbach mit dem Ort im districtus Dresdensis belehnt. Im Jahr 1444 wurde Wilschdorf an den Bischof Johann IV. und das Domkapitel von Meißen verkauft. Unter Bischof Johann VI. von Saalhausen wurde 1510 nördlich des Oberdorfs der St. Donats-Teich sowie 1511 im Unterdorf ein weiterer Teich zur Karpfenaufzucht angelegt. Die Schafzucht des bischöflichen Kammerguts wurde von 345 auf 950 Tiere erweitert. 1559 wird der Ort schließlich kurfürstliches Amtsdorf. Das damals angelegte Amtserbbuch von Stolpen zählt 45 besessene Mann, 13 Häusler und 15 Hausgenossen.

## Kirche

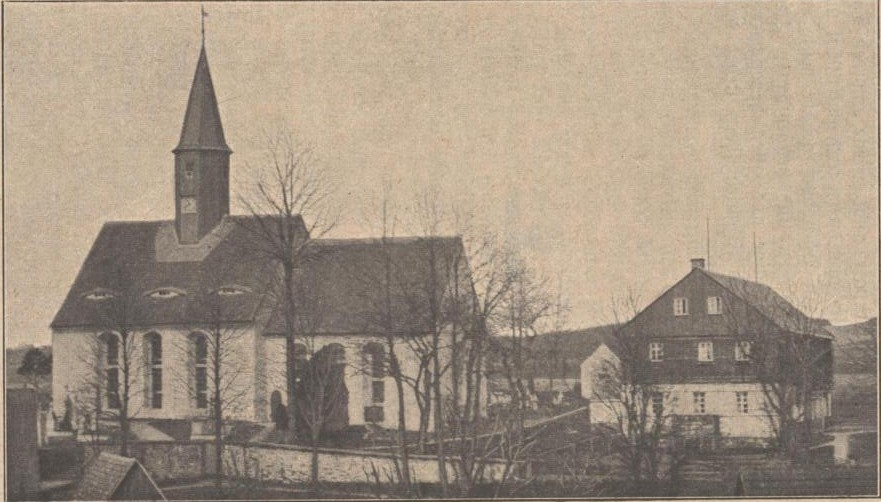
Kirche und Pfarrhaus um 1904

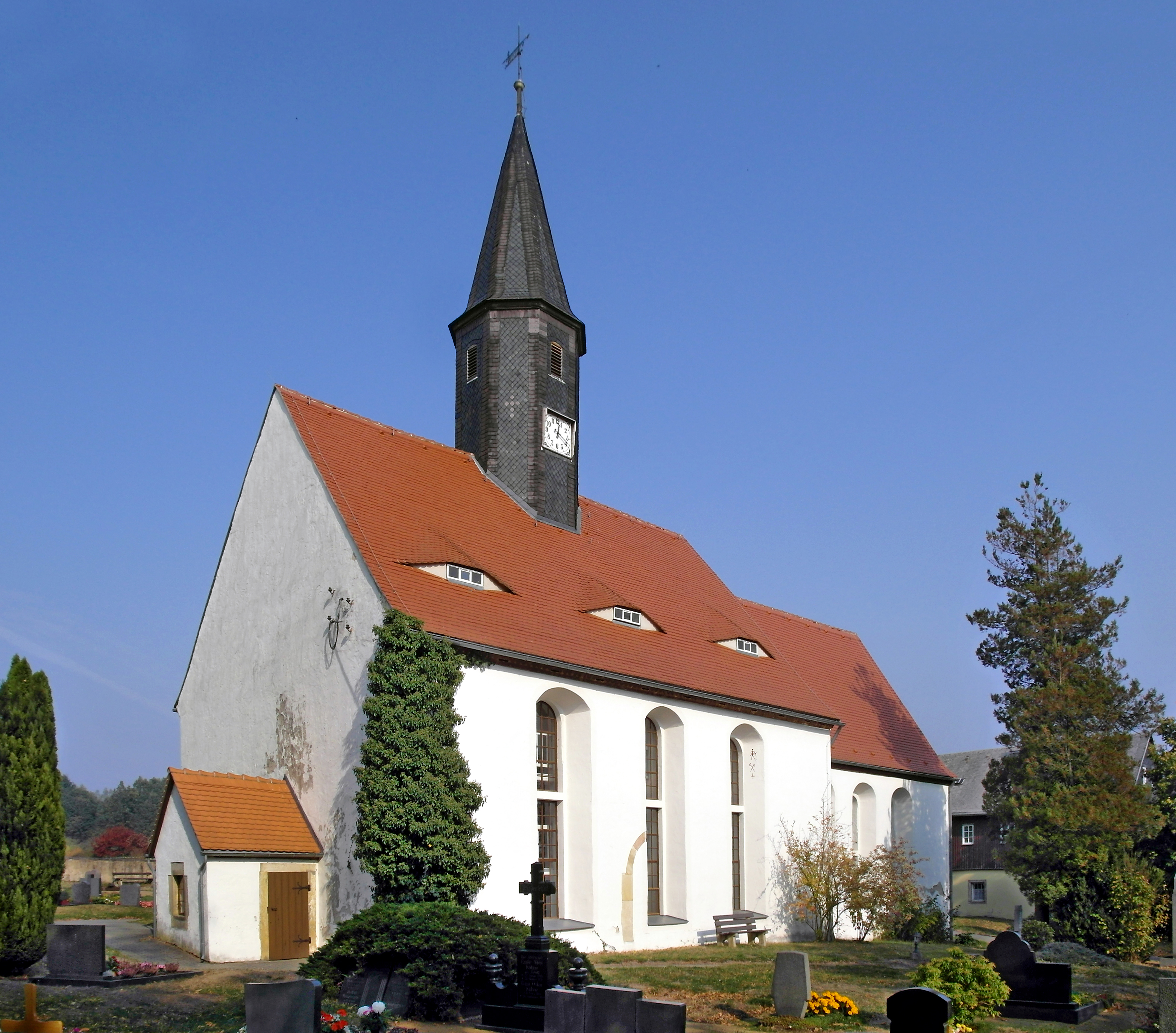
Wilschdorfer Kirche im Jahr 2018

Die schlichte Saalkirche mit Satteldach erhielt 1661 einen Dachreiter und 1678 den gerade geschlossenen Chor. Im Innern ist das Bauwerk flachgedeckt, zweigeschossige Emporen sind an der Nord- und Südseite eingebaut, eine eingeschossige im Westen. Ein zweigeschossiger Holzaltar ist mit 1680 datiert und zeigt in der Predella eine gemalte Darstellung des Abendmahls, im Hauptfeld Kreuzigung, darüber die Auferstehung. Die mit M.S. 1582 bezeichnete Sandsteintaufe stammt vermutlich von Michael Schwenke aus Pirna. Die Orgel ist ein Werk von Johann Gottfried Miersch aus dem Jahr 1802 und wurde später klanglich verändert.

### Glocken
Die Glocken zählen zu den ältesten der weiten Umgebung. Die Glockenanlage wurde 2009 saniert.
| Nr. | Gussjahr | Gießer, Gussort             | Durchmesser (mm) | Masse (kg) | Schlagton (HT-1/16) |
| 1   | 1523     | unbezeichnet                | 1055             | 690        | g1 +3               |
| 2   | 2008     | Glockengießerei Lauchhammer | 770              | 265        | c2 -9               |
| 3   | 15. Jh.  | unbezeichnet                | 657              | 150        | e2 -2               |

## Sport und Kultur
In Wilschdorf findet alljährlich ein Reit- und Springturnier, ausgerichtet durch den Wilschdorfer Reit- und Fahrverein, statt.